# USA:s Grand Prix 2013
USA:s Grand Prix 2013, officiellt 2013 Formula 1 United States Grand Prix, var en Formel 1-tävling som hölls den 17 november 2013 på Circuit of the Americas i Austin, USA. Det var den artonde tävlingen av Formel 1-säsongen 2013 och kördes över 56 varv. Vinnare av loppet blev Sebastian Vettel för Red Bull, tvåa blev Romain Grosjean för Lotus och trea blev Mark Webber för Red Bull.

## Kvalet
| KR. | Nr | Förare              | Konstruktör          | Q1       | Q2       | Q3       | Grid |
| --- | -- | ------------------- | -------------------- | -------- | -------- | -------- | ---- |
| 1   | 1  | Sebastian Vettel    | Red Bull-Renault     | 1.38,516 | 1.37,065 | 1.36,338 | 1    |
| 2   | 2  | Mark Webber         | Red Bull-Renault     | 1.38,161 | 1.37,312 | 1.36,441 | 2    |
| 3   | 8  | Romain Grosjean     | Lotus-Renault        | 1.38,676 | 1.37,523 | 1.37,155 | 3    |
| 4   | 11 | Nico Hülkenberg     | Sauber-Ferrari       | 1.38,339 | 1.37,828 | 1.37,296 | 4    |
| 5   | 10 | Lewis Hamilton      | Mercedes             | 1.37,959 | 1.37,854 | 1.37,345 | 5    |
| 6   | 3  | Fernando Alonso     | Ferrari              | 1.38,929 | 1.37,368 | 1.37,376 | 6    |
| 7   | 6  | Sergio Pérez        | McLaren-Mercedes     | 1.38,367 | 1.38,040 | 1.37,452 | 7    |
| 8   | 7  | Heikki Kovalainen   | Lotus-Renault        | 1.38,375 | 1.38,078 | 1.37,715 | 8    |
| 9   | 17 | Valtteri Bottas     | Williams-Renault     | 1.37,821 | 1.37,439 | 1.37,836 | 9    |
| 10  | 12 | Esteban Gutiérrez   | Sauber-Ferrari       | 1.38,082 | 1.38,031 | 1.38,034 | 201  |
| 11  | 19 | Daniel Ricciardo    | Toro Rosso-Ferrari   | 1.38,882 | 1.38,131 |          | 10   |
| 12  | 14 | Paul di Resta       | Force India-Mercedes | 1.38,894 | 1.38,139 |          | 11   |
| 13  | 5  | Jenson Button       | McLaren-Mercedes     | 1.38,588 | 1.38,217 |          | 152  |
| 14  | 9  | Nico Rosberg        | Mercedes             | 1.38,743 | 1.38,364 |          | 12   |
| 15  | 4  | Felipe Massa        | Ferrari              | 1.39,094 | 1.38,592 |          | 13   |
| 16  | 18 | Jean-Éric Vergne    | Toro Rosso-Ferrari   | 1.38,880 | 1.41,696 |          | 14   |
| 17  | 15 | Adrian Sutil        | Force India-Mercedes | 1.39,250 |          |          | 16   |
| 18  | 16 | Pastor Maldonado    | Williams-Renault     | 1.39,351 |          |          | 17   |
| 19  | 21 | Giedo van der Garde | Caterham-Renault     | 1.40,491 |          |          | 18   |
| 20  | 22 | Jules Bianchi       | Marussia-Cosworth    | 1.40,528 |          |          | 19   |
| 21  | 20 | Charles Pic         | Caterham-Renault     | 1.40,596 |          |          | 223  |
| 22  | 23 | Max Chilton         | Marussia-Cosworth    | 1.41,401 |          |          | 21   |

| Vidare från första kvalrundan ▬▬ Vidare från andra kvalrundan ▬▬ |

Noteringar:
^1  — Esteban Gutiérrez fick tio platsers nedflyttning för att ha hindrat Pastor Maldonado under kvalet.
^2  — Jenson Button fick tre platsers nedflyttning för att ha gjort en omkörning under rödflagg under träningen.
^3  — Charles Pic fick fem platsers nedflyttning för ett otillåtet växellådsbyte.

## Loppet
| Pos. | Nr | Förare              | Konstruktör          | Varv | Tid         | Grid | P  |
| ---- | -- | ------------------- | -------------------- | ---- | ----------- | ---- | -- |
| 1    | 1  | Sebastian Vettel    | Red Bull-Renault     | 56   | 1:39.17,148 | 1    | 25 |
| 2    | 8  | Romain Grosjean     | Lotus-Renault        | 56   | +6,284      | 3    | 18 |
| 3    | 2  | Mark Webber         | Red Bull-Renault     | 56   | +8,396      | 2    | 15 |
| 4    | 10 | Lewis Hamilton      | Mercedes             | 56   | +27,358     | 5    | 12 |
| 5    | 3  | Fernando Alonso     | Ferrari              | 56   | +29,592     | 6    | 10 |
| 6    | 11 | Nico Hülkenberg     | Sauber-Ferrari       | 56   | +30,400     | 4    | 8  |
| 7    | 6  | Sergio Pérez        | McLaren-Mercedes     | 56   | +46,692     | 7    | 6  |
| 8    | 17 | Valtteri Bottas     | Williams-Renault     | 56   | +54,509     | 9    | 4  |
| 9    | 9  | Nico Rosberg        | Mercedes             | 56   | +59,141     | 12   | 2  |
| 10   | 5  | Jenson Button       | McLaren-Mercedes     | 56   | +1.17,278   | 15   | 1  |
| 11   | 19 | Daniel Ricciardo    | Toro Rosso-Ferrari   | 56   | +1.21,004   | 10   |    |
| 12   | 4  | Felipe Massa        | Ferrari              | 56   | +1.26,914   | 13   |    |
| 13   | 12 | Esteban Gutiérrez   | Sauber-Ferrari       | 56   | +1.31,707   | 20   |    |
| 14   | 7  | Heikki Kovalainen   | Lotus-Renault        | 56   | +1.35,063   | 8    |    |
| 15   | 14 | Paul di Resta       | Force India-Mercedes | 56   | +1.36,853   | 11   |    |
| 16   | 18 | Jean-Éric Vergne    | Toro Rosso-Ferrari   | 56   | +1.44,5741  | 14   |    |
| 17   | 16 | Pastor Maldonado    | Williams-Renault     | 55   | +1 varv     | 17   |    |
| 18   | 22 | Jules Bianchi       | Marussia-Cosworth    | 55   | +1 varv     | 19   |    |
| 19   | 21 | Giedo van der Garde | Caterham-Renault     | 55   | +1 varv     | 18   |    |
| 20   | 20 | Charles Pic         | Caterham-Renault     | 55   | +1 varv     | 22   |    |
| 21   | 23 | Max Chilton         | Marussia-Cosworth    | 54   | +2 varv     | 21   |    |
| Ret  | 15 | Adrian Sutil        | Force India-Mercedes | 0    | Kollision   | 17   |    |

| Förare och stall som tog poäng ▬▬ |

Noteringar:
^1  – Jean-Éric Vergne fick 20 sekunder tillagt på sluttiden för att ha orsakat en kollision med Esteban Gutiérrez.

## Ställning efter loppet
|     | Pos. | Förare           | Poäng |
| --- | ---- | ---------------- | ----- |
| ▬   | 1    | Sebastian Vettel | 372   |
| ▬   | 2    | Fernando Alonso  | 227   |
| ▲ 1 | 3    | Lewis Hamilton   | 187   |
| ▼ 1 | 4    | Kimi Räikkönen   | 183   |
| ▬   | 5    | Mark Webber      | 181   |

|   | Pos. | Konstruktör      | Poäng |
| - | ---- | ---------------- | ----- |
| ▬ | 1    | Red Bull-Renault | 553   |
| ▬ | 2    | Mercedes         | 348   |
| ▬ | 3    | Ferrari          | 333   |
| ▬ | 4    | Lotus-Renault    | 315   |
| ▬ | 5    | McLaren-Mercedes | 102   |

- Notering: Endast de fem bästa placeringarna i vardera mästerskap finns med på listorna.